# フィオナ・メイフィールド
フィオナ・メイフィールド (Fiona Mayfield) は、悠紀エンタープライズ開発の2D対戦型格闘ゲーム『アルカナハート』シリーズに登場する架空の人物。
担当声優は山本麻里安。

## キャラクター設定

### 『1』『FULL!』
次元の歪みに飲み込まれ聖霊界に迷い込み、聖霊となってしまった為に物質界（現実世界）に戻れなくなった少女フィオナ。ミルドレッドに仕えながらも人間に戻る方法を探している。関東上空の次元の歪みを利用しようとするミルドレッドの命で、来訪者を待ち構え追い払う。
戦闘ステージは、異空間・夢幻宮。アルカナフォース時は、上下が逆転し窓からのぞく風景が夜に変わり、暗い雰囲気になる。

### 『2』
オレイカルコスから関東各地に次元の歪みが発生していることを教えられ、その原因が1ヶ月前に自分とミルドレッドが発生させた次元の歪みであることに気付く。オレイカルコスの助力で限られた期間だけ物質界を訪れ、事態の収拾を試みる。

### 『3』
日本全国で勃発する次元の歪みを利用して、再び物質界を訪れる。次元の歪みを封じつつ、自分を人間に戻す方法を知っている人物を探し回る。

## 人物
フィオナは聖霊となってしまってはいるが、人間の時と外見的な変化はない。髪色は栗色で後ろ髪を二つに分けて黄色の綿毛のような髪留めで束ねている。フリルのついたメイド服を着ており、鉄のミトンのような手甲とグリーブを身に着けている。聖霊になってから出会ったミルドレッドは、とても良くしてくれた為「お姉さま」と呼んで慕いメイドとして仕えており、「皆が一緒に暮らせる」といった様な趣旨の彼女の言葉をフィオナを人に戻す術を探していると受け止め城に来る来訪者を追っ払っている。メイド服に関しては、ミルドレッドに仕えるメイドの役割以外に「フリフリで可愛い」とたいへん気に入っている。明るく前向きな性格をしているが基本的に極度のドジであり、その所為での失敗が多い。
実家はかなりの上流階級で、メイドが何人もいるほど、裕福な家庭である。冴姫とはイギリス時代の親友同士で、フィオナが次元の歪みに落ちて行方不明になった事は冴姫にとってのトラウマになっている。
物知りのドラゴン（後述の鋼のアルカナ・オレイカルコス）からも人間に戻る方法は知らないと言われてしまったが、それでも本人は諦めておらず戻る方法を模索し続けてる。『1』及び『FULL!』のエンディングでは、妖精とドラゴンの従者を連れて聖霊界を模索する姿が描かれている。
また、『1』及び『FULL!』にて、フィオナが主人公の時は中ボスがはぁとになる。

## キャラクターの特徴
全般的に動作が遅いが、リーチの長さと一撃の威力に優れる打撃系パワーキャラクターとなっている。巨大な剣を使うが、剣の部分にくらい判定がないのも特徴。さらに、成功のタイミングが極めて難しい三段技を持ち、成功すれば一発逆転という博打要素も内包している。

## 技の解説

### 必殺技
カレトヴルッフ
剣を大きく振りかぶり、振り下ろす。1ヒット分だけ耐えるスーパーアーマー性能と、相殺が起こらないのが特徴。ヒット・ガード問わず技後は転倒するため、ホーミングキャンセルなどでフォローしない限り隙だらけになってしまう。
コルブランド
『3』で追加された必殺技で、剣を大きく振り上げる。ヒットすると相手を画面上空に吹き飛ばすが、カレトヴルッフ同様、技後は仰向けに転倒するので隙だらけになってしまう。
ロンゴミニアト
前方に突っ込みながら剣で突きを放つ。多段ヒットするが、最終段のみ超必殺技でキャンセル可能。リーチが長いが、技後の隙が大きい。
ヘブンズフォール
剣を携えたまま空中から急降下する。ヒット時は相手をロックし地面に叩きつけるが、叩きつけた瞬間にダウン追い討ちになるので相手はすぐに立ち上がってしまう。ガード・空振り時は地面にぶつかった後にバウンドするが、このバウンド中は自由に行動できる。
グランディバイド
相手の足元を狙って剣で振る技。この技から後述の「ミスティチェイン」→「エンジェルウィング」→「セイクリッドブリンガー」or「セイクリッドバニッシュ」と派生し、その構成はSNKプレイモアの『サムライスピリッツ』シリーズの炎邪が使う「六道烈火」によく似ている。単体の技としてはリーチが長く超必殺技でキャンセルできるが、技後の隙が大きい。
ミスティチェイン
「グランディバイド」からの派生技で、剣を斬り上げて相手を上空に吹き飛ばす。相手は壁まで吹っ飛んだ後に壁バウンドし、その後跳ね返ってくる。この技も超必殺技でキャンセルがきくが、相手を吹っ飛ばしてしまうため超必殺技が当たることはない。
エンジェルウィング
「ミスティチェイン」からの派生技で、真上に飛び上がる。「ミスティチェイン」後なら、ある程度タイミングを遅らせても出すことができる。なお、飛び上がった後は後述の「セイクリッドブリンガー」、もしくは「セイクリッドパニッシュ」以外の技は出すことができない。
セイクリッドブリンガー
「エンジェルウィング」からの派生技で、真横に剣を振り払う。普通に当ててもダメージは小さく、さらに着地時に転倒してしまう。しかし、相手に重なる形で直撃させた時のみヒット音が変わり、ダメージが飛躍的に向上する上に着地時にも転倒しない。直撃のタイミングはシビアなため、実戦で成功させるのは難しいが、相手の体力ゲージの4割ほどを奪うため一発逆転性を持つ技である。

### 超必殺技
エクスカリバー
「カレトヴルッフ」の強化版。剣にオーラが纏っていることでリーチ・威力ともに向上しているが、発生が非常に遅くなっている。
ゲイボルグ
「ロンゴミニアト」の強化版。これも剣にオーラを纏わせており、リーチとヒット数が向上。さらに発生も速くなっている。
セイクリッドパニッシュ
「エンジェルウィング」からの派生技で、「セイクリッドブリンガー」の強化版。他の超必殺技と同じく剣にオーラを纏わせている。「セイクリッドブリンガー」と同様に通常ヒットではダメージが小さいが、直撃時のみ尋常でないダメージを叩き出す。直撃のタイミングは「セイクリッドブリンガー」に輪をかけてシビアだが、成功時は体力の8割を奪うため一発逆転性が極めて高いロマン溢れる技となっている。
アルカナにオレイカルコスを選び、「イスキューロン」（攻撃力25%上昇）と「エリュシオン ペイドン」（攻撃力30%上昇）を同時適用した状態で「セイクリッドパニッシュ」を直撃させると、相手が「スクレーロン」(防御力25%向上)など防御力を上げる効果を適用していない限り、いかなる相手でも一撃で倒してしまう。

### クリティカルハート
以下の3つの技を連続して使用する。3ゲージ消費は「ウィネブ・グルスヴッヘル」を使う時点で行われる。
ヴィネブ・グルスヴッヘル
剣で相手を固定し上空まで放り投げる。この時点ではまだダメージ判定は無い。
エンジェルアロー
「ヴィネブ・グルスヴッヘル」で投げ上げた、上空にいる敵を追撃する。「エンジェルウィング」のような技。
セイクリッドスレイヤー
「セイクリッドバニッシュ」の強化版で、タイミングを外すとわずかしかダメージは与えられないが、直撃すれば体力の7割近くを削る大ダメージになる。「セイクリッドバニッシュ」よりも直撃させやすいが、ダメージは少々少なめ。
「セイクリッドバニッシュ」同様、アルカナにオレイカルコスを選び、「イスキューロン」（攻撃力25%上昇）と「エリュシオン ペイドン」（攻撃力30%上昇）を同時適用した状態でこの技を直撃させると、相手が「スクレーロン」(防御力25%向上)など防御力を上げる効果を適用していない限り、体力が満タンからでも一撃で倒してしまえる。

## 契約アルカナ
“エルダードラゴン” 鋼のアルカナ オレイカルコス (Oreichalkos)
紫の刺々しいオリハルコンの肉体を持つドラゴン。聖霊界でも最古のアルカナに数えられるほどの、古い聖霊。物質界から迷い込んできたフィオナは、聖霊界でも恐れられる存在の一人であったオレイカルコスを嬉々と瞳を輝かせて接してきた。その態度を見かねて、人に戻るまでの間という約束で力を貸す契約を結んでいる。フィオナは「物知りドラゴン」と呼んでいる。

### 属性効果
エネルゲイア
アルカナにオレイカルコスを選ぶと、攻撃をヒットさせてもパワーゲージが溜まらなくなる。その代わり、地上で「レバー下方向＋D」（『2』では「レバー左方向＋E」）と入れることで、任意にパワーゲージを溜めることができるようになる。
オニュクス
『2』から登場。溜め成立攻撃が「エピドシス」により強化される。

### アルカナ必殺技
クリオドゥース
相手の周囲8方向のうち、任意の1方向に剣を生み出し、中央部目掛けて突っ込ませる。後述の「エピドシス」によって強化することができ、強化段階に応じてヒット数が1ヒット→3ヒット→5ヒットと増える。
プテリュクス
目の前に盾を生み出す技。攻撃を無効化できるが、一定回数攻撃を受けると消えてしまう。これも後述のエピドシスで強化することができ、強化段階に応じて攻撃を無効化できる回数が1回→2回→3回と増える。

### アルカナ超必殺技
エピドシス
アルカナ必殺技・超必殺技を強化する技。2回まで使うことができ、1度強化すればそのラウンド終了まで持続するが、次のラウンドに移行する時に強化はリセットされる。『3』では「イスキューロン」と「スクローレン」の効果も付加された。
イスキューロン
6カウントの間、攻撃力を25%向上させる。『3』では削除された。
スクレーロン
6カウントの間、防御力を25%向上させる。『3』では削除された。
ディカイオーシス
相手の周囲8方向全てに剣を生み出し、中央部目掛けて突っ込ませる。剣の発生は同時でなく、コマンド入力時にレバーを入れた順番と同じ順番で発生する。この技も「エピドシス」によって強化でき、「クリオドゥース」と同様に剣1本あたりのヒット数が1ヒット→3ヒット→5ヒットと増える。

### アルカナブラスト
アミュンテーコン
アルカナ必殺技・超必殺技を一時的に最大まで強化する。タイマーがなくなると元に戻る。

### アルカナフォース
エリュシオン ペイドン
攻撃力と防御力を30%向上させる。この効果はアルカナ超必殺技の「イスキューロン」、「スクレーロン」と重複してかけることができる。

### アルカナブレイズ
エスカトン ピュール
オレイカルコスが現れ、口から炎のブレスを吐いて画面全体を攻撃する。発生が遅く、発動までに攻撃を受けるとそこで中断されてしまうが、発動してしまえば回避は困難。ガードは可能だが、99ヒットするためガード時も体力をそれなりに削る。

## その他
- フィオナは聖霊化してしまった所為で、聖霊化した時の13歳から歳をとっていない。故に、「永遠の13歳」という事になる。
- フィオナの剣技は自己流。剣は、オレイカルコスが紹介してくれたドワーフが作ってくれた物で「キャメロット」と名付けている。本人曰く「かわいい」らしい。
- 「キャメロット」の材料となっているのは、聖霊界の山で取れる金色の鉱石と、森に住む赤い尾長鳥の羽10枚、老いたドラゴンの鱗5枚である。フィオナはこれを数日かけて自ら調達し、剣を作ってもらった。
- フィオナが次元の歪みに飲み込まれて行方不明になったエピソードは、「メイフィールド事件」と呼ばれている。その詳細なストーリーは、エンターブレイン発行のムック『アルカナハート ハートマチック コレクション』に載っているショートストーリーで語られている。フィオナのエンディングで肩に乗っているシマリスは、その時助けたものでフィオナと同じ髪飾りを着けている。フィオナ同様、聖霊化している。